# Alcocer
Alcocer település Spanyolországban, Guadalajara tartományban. Alcocer Cañaveruelas, Castejón, Cuenca, Millana, Salmeroncillos, Villar del Infantado, Pareja, Alcohujate és Sacedón községekkel határos. Lakosainak száma 315 fő (2024).

## Népesség
A település lakosságának változását az alábbi diagram mutatja:
| Lakosok száma | 331  | 313  | 319  | 314  | 347  | 334  | 337  | 313  | 326  | 315  |
|               | 2001 | 2004 | 2006 | 2009 | 2011 | 2014 | 2016 | 2019 | 2021 | 2024 |